# بادخورک کمیاب
بادخورک کمیاب (نام علمی: Schoutedenapus myoptilus) گونه‌ای بادخورک از خانواده بادخورکان است که در منطقه در سرتاسر آفریقای کوهستان حضور دارد: خط کامرون، جنگل‌های کوهستانی آلبرتین ریفت، کنیا، تانزانیا، مالاوی و موزامبیک.
تنها گونه از سردهٔ Schoutedenapus است بادخورک شوتدن (Schoutedenapus schoutedeni) در گذشته یک گونه متمایز در نظر گرفته می‌شد، اما مشخص شد که جوان تیره‌تر یا زیرگونه‌های بادخورک کمیاب نیمه‌بالغ است.